# BIK Karlskoga
Le BIK Karlskoga est un club de hockey sur glace de Karlskoga en Suède. Il évolue en Allsvenskan, second échelon suédois.

## Historique
Le club est créé en 1943 sous le nom de IFK Bofors. En 1963, il prend le nom de IF Karlskoga/Bofors-63. En 1978, il est renommé Bofors IK.  En 2011, il prend le nom de BIK Karlskoga.

## Palmarès
- Aucun titre.